# Вірга (село)
Вірга́ (рос. Вирга) — село у складі Нижньоломовського району Пензенської області, Росія.
Населення — 973 особи (2010; 1018 у 2002).
Національний склад станом на 2002 рік:
- росіяни — 99 %